# Лихаури
Лихаури (груз. ლიხაური), ранее также Лехеури и Рехаули — село в Грузии. Находится в Озургетском муниципалитете края Гурия. Является центром сельской общины (сёла Лихаури, Ачи, Квачалати и Ниабаури).

## Географическое положение
Село расположено в ущелье реки Ачисцкали, к северу от горы Набада, на высоте 120 метров над уровня моря, в 5 километрах от Озургети. Один из районов села — Окросмухуро — отделён от его центра рекой и удалён от остальных районов на несколько километров.

## История
В раннефеодальную эпоху село Лихаури было политическим центром Гурии.
В XIX векев Лихаури и его окрестностях производили вина из винограда сортов сакмела и атенури.
В советское время в районе Лихаури выращивали фундук.

## Население
По результатам переписи 2014 года, в селе жило 952 человека (451 мужчина и 501 женщина), из них 942 грузина.

## Инфраструктура
В селе есть общеобразовательная школа, детский сад, библиотека, дом культуры и клуб борьбы.

## Достопримечательности
На холме в центре села расположена православная церковь Рождества Богородицы, построенная из тёсаного камня. На её колокольне есть надпись, согласно которой, прежнее название села — Рехеули.
В двух километрах от центра Лихаури находится каменная крепость XII века.
В 2010 году в селе был открыт дом-музей Эквтиме Такаишвили, состоящий из четырёх выставочных залов.

## Знаменитые уроженцы
- Эквтиме Такаишвили (1862—1953) — историк, археолог и общественный деятель[9]. 16 января в Лихаури отмечается ежегодный праздник «Эквтимеоба»[4];
- Александр Цуцунава (1881—1955) — режиссёр, сценарист, народный артист Грузинской ССР[10].
- Нестор Чхатарашвили (1912—1993) — советский футболист, тренер и футбольный судья. Судья всесоюзной категории (1950), арбитр ФИФА (1953). В список лучших судей страны попадал 4 раза. Заслуженный тренер СССР (1960), заслуженный тренер Грузинской ССР (1962).

## Галерея
- Вид села Лихаури
- Здание администрации
- Центр села
- Дом-музей Эквтиме Такаишвили
- Церковь Рождества Богородицы
- Крепость Лихаури